# Lars Sullivan
Dylan Miley (Westminster, 6 de julho de 1988) é um ex-lutador americano de luta livre profissional mais conhecido por seu tempo na WWE, sob o nome de ringue Lars Sullivan. Ele ingressou na WWE em 2013 e passou vários anos treinando no WWE Performance Center antes de fazer sua estreia na marca NXT em abril de 2017. Ele estreou no plantel principal no Raw em abril de 2019, antes de ser transferido para o SmackDown no final daquele mês. Após uma passagem marcada por lesões, problemas de saúde mental e a reaparição de postagens polêmicas na internet, ele solicitou e recebeu sua liberação da WWE no início de 2021.

## Carreira na luta profissional

### WWE

#### NXT (2013–2019)
Miley, mal identificado como 'Dylan Mile', foi reportado para assinar com a WWE em outubro de 2013. Ele foi mandado para o WWE Performance Center em outubro de 2014, e fez a sua estréia na luta profissional em um combate showcase no WrestleMania Axxess antes da WrestleMania 31 em março de 2015, derrotando Marcus Louis. Ele fez diversas aparições esporádicas em live events do NXT ao longo dos dois anos seguintes. Miley fez a sua estréia na televisão em 12 de abril de 2017, no episódio do NXT, fazendo equipe com Michael Blais em uma perda para o #DIY antes de "destruir" seu parceiro após a luta. Em maio de 2017, ele adotou o nome de ringue "Lars Sullivan". Após várias aparições em combates tag team que resultaram em ele atacando seu parceiro, Sullivan fez sua primeira aparição como um lutador individual no episódio de 23 de agosto do NXT, atacando No Way Jose antes de uma luta programada entre os dois. Ele teve sua primeira luta individual televisionada e sua primeira vitória no episódio de 6 de setembro do NXT, derrotando três lutadores em um combate 3-contra-1. O personagem de Sullivan se estabeleceu ainda mais nas semanas seguintes durante sua rivalidade com Jose, sendo apresentado como um monstro imparável por um lado e um indivíduo altamente inteligente com um vasto vocabulário no outro.
Depois de semanas em lutas squashs, Kassius Ohno pediu ao Gerente Geral William Regal um combate contra Sullivan no NXT TakeOver: WarGames na edição de 8 de novembro do NXT. Sullivan derrotou Ohno no evento.

## No wrestling
- Movimentos de finalização
  - Freak Accident (Waist-lift side slam, às vezes da segunda corda)[1]
- Movimentos secundários
  - Diving headbutt